# Гельцке, Карл Андреевич
Карл Андреевич фон Гельцке (нем. Carl von Hoeltzke; 1826—1910) — российский дипломат немецкого происхождения.
Родился 15 сентября 1826 года в Гёттингене. С 1833 года находился в семье своего дяди по материнской линии, жившего в Санкт-Петербурге.
С 1835 по 1843 год посещал Петришуле. В 1848 году окончил Санкт-Петербургский университет и поступил на русскую службу. С апреля 1864 года был секретарём в трёх свободных ганзейских городах Гамбурге, Бремене и Любеке. В марте 1874 года он занял там пост главы миссии, сначала в качестве поверенного в делах, а с 14 декабря 1876 года в ранге министра-резидента. С 20 мая 1880 года он — министр-резидент в Дармштадте (Гессен). С 7 августа 1882 года — министр-резидент при Саксен-Веймарском доме.
С 1897 по 1908 год он был специальным посланником России в Египте и Риме. На пенсии с 1908 года.
Умер 20 мая 1910 года в Висбадене и был похоронен на кладбище Ниенштедтен в Гамбурге.